# Полупръстен
Полупръстенът е алегбрична структура, която е обобщение на пръстена, но без изискването всеки негов елемент да има противоположна стойност по отношение на събирането.
Най-малките полупръстени, които не са пръстени, са булевите алгебри с два елемента, например с дизюнкцията {\displaystyle \lor } като събиране. Друг пример за полупръстен, който не е нито пръстен, нито решетка, е множеството на естествените числа {\displaystyle \mathbb {N} } с обикновеното събиране и умножение, когато включва числото нула. Полупръстените са често срещани в абстрактната алгебра, тъй като подходяща операция на умножение се проявява като композиция на функции на ендоморфизъм върху всеки комутативен моноид.